# Улюблений спорт чоловіків?
«Улюблений спорт чоловіків?» (англ. Man's Favorite Sport?) — комедія режисера Говарда Гоукса, яка вийшла у 1964 році.

## Сюжет
Роджер Віллобі — відомий експерт з риболовлі, який працює в продавцем Abercrombie & Fitch, елітному постачальнику спортивних та туристичних товарів, особливо відомого своїми дорогими рушницями, вудками та наметами. Ебігейл Пейдж — нахабна спеціалістка зі зв'язків з громадськістю. Пейдж вирішує забезпечити участь Віллобі в престижному риболовецькому турнірі, лише для того, щоб розкрити, що Віллобі — це фальшивка — він ніколи в своєму житті не ловив рибу.
Погрожуючи розкрити його таємницю, Ебігейл змушує Роджера продовжити турнір. Віллобі виявляється надзвичайно невмілим: він не вміє ловити рибу, не може встановити намет, не може бігати і користуватися моторним човном. Він навіть не вміє плавати.

## У ролях
- Рок Гадсон — Роджер Віллобі
- Пола Прентісс — Абігейл Пейдж
- Марія Перші — Ізольда Мюллер
- Шарлін Голт — Текс
- Норман Олден — Джон Скрімінг Егле